# شامسة ست الحسن
شامسة ست الحسن (الاسم العلمي: Heliothis belladonna) هي نوع من الحشرات يتبع جنس الشامسة من فصيلة الليليات.